# Assemblea generale della Virginia
L'Assemblea Generale della Virginia (in inglese Virginia General Assembly) è l'organo legislativo del Commonwealth della Virginia, il più antico organo legislativo continuo nell'emisfero occidentale, la prima assemblea legislativa eletta nel Nuovo Mondo, istituita il 30 luglio 1619.
L'Assemblea Generale è un organismo bicamerale composto da una camera bassa, la Camera dei delegati della Virginia, con 100 membri, e una camera alta, il Senato della Virginia, con 40 membri. I senatori sono in carica per quattro anni, mentre i delegati hanno un mandato di due anni. Complessivamente, l'Assemblea Generale è composta da 140 rappresentanti eletti provenienti da un numero uguale di distretti costitutivi in tutto lo stato. 
La Camera dei Delegati è presieduta dal presidente della Camera, mentre il Senato è presieduto dal vicegovernatore della Virginia. La Camera e il Senato eleggono ciascuno un segretario e un serjeant-at-arms. Il segretario del Senato della Virginia è chiamato "clerk of the Senate" (invece di "segretario del Senato", titolo usato dal Senato degli Stati Uniti).

## Storia
L'Assemblea Generale della Virginia è descritta come "il più antico organo legislativo continuo nel Nuovo Mondo". La sua esistenza risale alla sua istituzione a Jamestown il 30 luglio 1619, su istruzioni della Compagnia della Virginia di Londra al nuovo Governatore Sir George Yeardley. 
Inizialmente era un organismo unicamerale composto dal Governatore nominato dalla Compagnia e dal Consiglio di Stato, più 22 rappresentanti eletti dagli insediamenti e da Jamestown.
L'Assemblea divenne bicamerale nel 1642 con la formazione della Camera dei Rappresentanti (House of Burgesses). L'Assemblea aveva anche una funzione giudiziaria, occupandosi di casi sia in primo grado che in appello. In vari periodi potrebbe essere stata chiamata Grande Assemblea della Virginia. 
L'Assemblea Generale si riunì a Jamestown dal 1619 al 1699, quando si trasferì per la prima volta presso il College di William e Mary vicino a Williamsburg, e dal 1705 si riunì nell'edificio del Campidoglio coloniale. Diventò ufficialmente Assemblea Generale nel 1776 con la ratifica della Costituzione della Virginia.
La sede del governo fu spostata a Richmond nel 1780 durante l'amministrazione del Governatore Thomas Jefferson, futuro padre costituente e Presidente degli Stati Uniti.